# برايان شنايدر
برايان شنايدر (بالإنجليزية: Brian Schneider)‏ (و. 1976  م) هو لاعب كرة قاعدة، ومدرب كرة القاعدة ‏، من الولايات المتحدة، ولد في جاكسونفيل، فلوريدا، يلعب كملتقط.

## التعليم
تعلم في Northampton Area High School ‏.

## روابط خارجية
- برايان شنايدر على موقع دوري كرة القاعدة الرئيسي (الإنجليزية)
- برايان شنايدر على موقعبيزبول رفرنس.كوم (الدوري الرئيسي) (الإنجليزية)
- برايان شنايدر على موقعبيزبول رفرنس.كوم (الدوري الثانوي) (الإنجليزية)
- برايان شنايدر على موقع إي إس بي إن.كوم (أم.أل.بي) (الإنجليزية)
- برايان شنايدر على موقع مشجعي الرسوم البيانية (الإنجليزية)